# Chauncey Sparks
George Chauncey Sparks, né le 8 octobre 1884 et mort le 6 novembre 1968, est un homme politique démocrate américain. Il est gouverneur de l'Alabama entre 1943 et 1947.

## Sources
- (en) Cet article est partiellement ou en totalité issu de l’article de Wikipédia en anglais intitulé « Chauncey Sparks » (voir la liste des auteurs).